# Eritrea i olympiska vinterspelen 2022
Eritrea deltog i de olympiska vinterspelen 2022 som ägde rum i Peking i Kina mellan den 4 och 20 februari 2022.
Eritreas lag bestod av en manlig alpin skidåkare. Den alpina skidåkaren Shannon-Ogbnai Abeda var landets enda tävlande och han var fanbärare vid både öppnings- och avslutningsceremonin.

## Alpin skidåkning
Eritrea kvalificerade en manlig alpin skidåkare till OS, Shannon-Ogbnai Abeda. Abeda tävlade i en gren, herrarnas storslalom, där han efter två åk hade en sammanlagd tid på 2.40,45 och som placerade honom på 39:e plats av 87 åkare. Det var en förbättring med 22 placeringar sedan OS 2018.
| Idrottare            | Gren                 | Åk 1    | Åk 1      | Åk 2    | Åk 2      | Totalt  | Totalt    |
| Idrottare            | Gren                 | Tid     | Placering | Tid     | Placering | Tid     | Placering |
| -------------------- | -------------------- | ------- | --------- | ------- | --------- | ------- | --------- |
| Shannon-Ogbnai Abeda | Herrarnas storslalom | 1.17,95 | 46        | 1.22,50 | 41        | 2.40,45 | 39        |